# Tổng giáo phận Los Angeles
Tổng giáo phận Los Angeles (tiếng Latinh: Archidioecesis Angelorum in California, tiếng Tây Ban Nha: Arquidiócesis de Los Ángeles) là một tổng giáo phận của Giáo hội Công giáo La Mã ở tiểu bang California, Hoa Kỳ. Có trụ sở tại Los Angeles, tổng giáo phận bao gồm các quận California của Los Angeles, Santa Barbara và Ventura. Nhà thờ chính tòa là Nhà thờ Đức Mẹ Thiên thần ở Los Angeles, và tổng giám mục hiện tại của nó là Jose Horacio Gómez. Với khoảng năm triệu thành viên tuyên xưng, Tổng Giáo phận Los Angeles là số giáo phận lớn nhất tại Hoa Kỳ.
Đức Tổng Giám mục Los Angeles cũng phục vụ với tư cách là giám mục đô thị của các giáo phận achragan trong Tỉnh Giáo hội Los Angeles, bao gồm các Fresno, Giáo phận Công giáo La Mã tại California  và San Diego.
Sau khi thành lập các phái bộ Tây Ban Nha ở California, giáo phận Two Californiaias được thành lập vào năm 1840, khi vùng Los Angeles vẫn còn là một phần của Mexico. Năm 1848, Mexico California được nhượng lại cho Hoa Kỳ, và phần của Hoa Kỳ trong giáo phận được đổi tên thành Giáo phận Monterey. Giáo phận được đổi tên thành Giáo phận Monterey-Los Angeles vào năm 1859, và tòa giám mục được chuyển đến Los Angeles sau khi hoàn thành Nhà thờ Saint Vibiana vào năm 1876. Los Angeles tách khỏi Monterey để trở thành Giáo phận Los Angeles-San Diego vào năm 1922. Giáo phận đã được tách ra một lần nữa vào năm 1936 để tạo ra Giáo phận San Diego, và Los Angeles nhìn thấy được nâng lên thành một tổng giáo phận. Lãnh thổ hiện tại của tổng giáo phận được thành lập năm 1976, khi Quận Cam được tách ra để thành lập Giáo phận Orange.

## Lịch sử
Kitô giáo ở miền nam California bắt nguồn từ việc thành lập phái đoàn truyền giáo Tây Ban Nha ở nơi được gọi là tỉnh Las Caluchiaias của Tân Tây Ban Nha. Từ 1769 đến 1823, trật tự Franciscan do Junípero Serra và sau đó là Fermín de Francisco Lasuén đã thành lập hai mươi mốt phái đoàn giữa ngày nay San Diego và Sonoma, sáu trong số đó nằm trong lãnh thổ ngày nay của Tổng giáo phận Los Angeles. Để đáp lại sự thành lập năm 1781 của Pueblo de Los Angeles, vào năm 1784, các linh mục từ Mission San Gabriel Arcángel đã đặt ra cho pueblo và thành lập Nuestra Señora Reina de los Angeles Asistencia nộp hồ sơ. Asistencia  rơi vào tình trạng hư hỏng sau khi bị bỏ rơi vài năm sau đó, và La Iglesia de Nuestra Señora Reina de los Angeles được xây dựng trên trang web vào năm 1814; Nhà thờ vẫn là nhà thờ Công giáo duy nhất ở Los Angeles trong nhiều năm.
Las Californiaias được chia thành hai tỉnh vào năm 1804 và khu vực bao gồm California ngày nay đã trở thành một phần của Alta California. Năm 1840, giáo phận Hai California được thành lập để công nhận sự phát triển của các tỉnh Alta California và Baja California. Giáo phận là một giáo phận achragan của Tổng giáo phận Mexico với episcopal see nằm ở Monterey, và bao gồm tất cả lãnh thổ Mexico phía tây của Sông Colorado và Vịnh California (các tiểu bang hiện đại của California và Nevada, và một phần của Utah, Arizona và Colorado và các tiểu bang Mexico Baja California và Baja California Sur).
Năm 1848, Alta California đã được nhượng lại Hoa Kỳ sau Chiến tranh Mỹ Mexico, và chính phủ Mexico đã phản đối một giám mục người Mỹ có quyền tài phán đối với các giáo xứ ở Mexico Baja California. Giáo phận được chia thành các khu vực của Mỹ và Mexico, và khu vực Hoa Kỳ được đổi tên thành Giáo phận Monterrey. Một sự chia tách lớn khác xảy ra vào năm 1853, khi phần lớn bắc California ngày nay, cũng như Nevada và Utah ngày nay, đã thành lập Tổng giáo phận San Francisco; Monterey trở thành một phó giám mục của tổng giáo phận mới. Vào năm 1859, giáo phận được gọi là Giáo phận Monterey-Los Angeles để ghi nhận sự phát triển của thành phố Los Angeles; trụ sở giáo phận được chuyển đến Los Angeles và Nhà thờ Saint Vibiana mới vào năm 1876.
Vào ngày 1 tháng 6 năm 1922, giáo phận lại tách ra, lần này là vào các Giáo phận Monterey-Fresno và Los Angeles-San Diego; Giám mục John Joseph Cantwell, người trước đây là Giám mục của Monterey-Los Angeles, đã trở thành giám mục của giáo phận Los Angeles-San Diego, bao gồm các quận  Imperial, Los Angeles, Orange, Riverside, San Bernardino, San Diego, Santa Barbara và Ventura. Vào ngày 11 tháng 7 năm 1936, giáo phận được nâng lên để trở thành Tổng giáo phận Los Angeles với John Joseph Cantwell là tổng giám mục đầu tiên; đồng thời, các quận Imperial, Riverside, San Bernardino và San Diego được tách ra để tạo thành văn kiện Giáo phận San Diego, và Giáo phận Monterey-Fresno đã được chuyển đến để trở thành một phó giám mục của tổng giáo phận mới. Vào ngày 24 tháng 3 năm 1976, Quận Cam được tách ra để thành lập Giáo phận Cam, thành lập lãnh thổ ngày nay của tổng giáo phận bao gồm các hạt Los Angeles, Santa Barbara và Ventura.
Ngoài các giáo phận của Monterey, Orange và San Diego, các giáo phận achragan ngày nay của tổng giáo phận là Fresno (tách ra từ Giáo phận Monterey năm 1967) và San Bernardino (tách ra từ Giáo phận San Diego năm 1978).